# Шерел
Шерел (рум. Șerel) — село у повіті Хунедоара в Румунії. Входить до складу комуни Пуй.
Село розташоване на відстані 266 км на північний захід від Бухареста, 45 км на південь від Деви, 149 км на південь від Клуж-Напоки, 144 км на схід від Тімішоари, 142 км на північний захід від Крайови.

## Населення
За даними перепису населення 2002 року у селі проживали 550 осіб.
Національний склад населення села:
| Національність | Кількість осіб | Відсоток |
| -------------- | -------------- | -------- |
| румуни         | 544            | 98,9%    |
| українці       | 6              | 1,1%     |

Рідною мовою назвали:
| Мова       | Кількість осіб | Відсоток |
| ---------- | -------------- | -------- |
| румунська  | 544            | 98,9%    |
| українська | 6              | 1,1%     |